# Himalchuli
De Himalchuli (ook bekend als Himal Chuli) is de op zeventien na hoogste berg op aarde, gelegen in het Gurkamassief in het Nepalese deel van de Himalaya. Het is na de Manaslu de hoogste berg van dat massief.

## Beklimmingen
Op 24 mei 1960 werd de Himalchuli bedwongen door een Japanse expeditie met Tanabe, Harada, Miyashita en Nakazawa. De top werd bereikt door Hisashi Tanabe en Masahiro Harada. De westelijke piek werd in 1978 voor het eerst beklommen door een Japans team. De noordelijke piek werd in 1985 een eerste maal beklommen door een Koreaanse expeditie.